# كودي سيمبسون
كودي روبرت سيمبسون (بالإنجليزية: Cody Robert Simpson) (ولد في 11 يناير 1997)، مغني بوب أسترالي من جولد كوست، كوينزلاند يعيش حاليا في الولايات المتحدة

## حياته
نشأ مع ابويه و هما براد وأنجيا سيمبسون. يملك شقيقان أصغر منه سنا، توم و آلي. هو أيضا ماهر في السباحة ، و قد فاز بميداليتين ذهبيتين في بطولة ولاية كوينزلاند للسباحة. تدرب سيمبسون في نادي ميامي للسباحة على يد كين نيكسون. والدة سيمبسون أنجيا كانت متطوعة في ذلك النادي. بدأ كودي تسجيل الأغاني في غرفته سنة 2009 على اليوتيوب، كان يغني أغاني لبعض المشاهير وبعض الأغاني الخاصة به، بعد ذلك إكتشفه شاون كامبديل، الذي رشح لجائزة جرامي بسبب إنتاجه لـ جي زي ومغنين آخرين. وهو صديق مقرب لجاستن بيبر

## روابط خارجية
- كودي سيمبسون على موقع IMDb (الإنجليزية)
- كودي سيمبسون على موقع ميتاكريتيك (الإنجليزية)
- كودي سيمبسون على موقع روتن توميتوز (الإنجليزية)
- كودي سيمبسون على موقع ألو سيني (الفرنسية)
- كودي سيمبسون على موقع ميوزك برينز (الإنجليزية)
- كودي سيمبسون على موقع قاعدة بيانات برودواي على الإنترنت (الإنجليزية)
- كودي سيمبسون على موقع إن إن دي بي (الإنجليزية)
- كودي سيمبسون على موقع أول ميوزيك (الإنجليزية)
- كودي سيمبسون على موقع ديسكوغز (الإنجليزية)
- كودي سيمبسون على موقع قاعدة بيانات الفيلم (الإنجليزية)